# Hogna insulana
Hogna insulana là một loài nhện trong họ Lycosidae.
Loài này thuộc chi Hogna. Hogna insulana được Ludwig Carl Christian Koch miêu tả năm 1882.